# Vorschuss (Wirtschaft)
Ein Vorschuss ist in der Wirtschaft die Vorauszahlung durch den Gläubiger auf noch nicht oder noch nicht vollständig erbrachte Leistungen des Schuldners vor deren Fälligkeit.

## Allgemeines
Der Vorschuss ist eine Zahlung, die vor Entstehung des eigentlichen Zahlungsanspruchs vorgenommen wird. Eine Abschlagszahlung ist dagegen eine Zahlung auf einen bereits erstandenen und fälligen Anspruch, dessen Abrechnung hinausgeschoben ist. Da die Vorschusszahlung auf den Kaufpreis bereits erfolgt, bevor der Zahlungsanspruch der anderen Vertragspartei (Auftragnehmer) entstanden ist, gewährt der vorschusszahlende Gläubiger (Auftraggeber) einen Kredit und besitzt damit ein Kreditrisiko. Dieses vermindert sich oder verschwindet ganz, sobald die versprochene Gegenleistung durch den Auftragnehmer erfolgt.

## Geschichte
Kaspar Stieler nahm das Wort Vorschuss erstmals 1691 in sein Wörterbuch auf. Matthias Kramer formulierte 1702 „einem einen vorschuß thun“ (italienisch avanzo). Das Allgemeine Preußische Landrecht (APL) vom Juni 1794 kannte den Vorschuss unter anderem im Zusammenhang mit dem Auftrag (I 13, §§ 70 ff. APL). Gläubiger war dabei der Auftraggeber, Schuldner der Auftragnehmer. Im 19. Jahrhundert wurde der Begriff „Vorschuss“ im Zusammenhang mit dem eigentlichen Kreditgeschäft der Genossenschaftsbanken verwendet. Der Vorschuss galt im Jahre 1852 als „dargeliehenes, voraus oder für jemand bezahltes Geld“, 1908 sogar als Synonym für Darlehen. Die ersten Kreditgenossenschaften nannten sich „Vorschussvereine“, was auf ihre Begründer Hermann Schulze-Delitzsch zurückgeht. In seinem Instruktionsbuch aus dem Jahre 1862 bezeichnete er die an die Kreditnehmer ausgeliehenen Gelder als „Vorschüsse“. Mit Inkrafttreten des BGB und HGB im Januar 1900 wurde der Vorschuss zum Rechtsbegriff erhoben.

## Arten
Unter Vorschuss versteht das Gesetz Leistungen, die auf eine erst künftig entstehende bzw. bereits bestehende, aber noch nicht fällige Leistung gezahlt werden. Vorschüsse kommen überall dort vor, wo Verträge bestehen und eine erst später fällige Geldzahlung als Gegenleistung vorsehen – soll die Geldzahlung jedoch schon erfolgen, obwohl sie vertraglich noch gar nicht fällig ist, handelt es sich um einen Vorschuss. Davon zu unterscheiden ist die Anzahlung, die der Absicherung einer vertraglichen Verpflichtung dient und deshalb etwas anderen Regularien folgt.
Vorschüsse kommen vor allem in den Rechtsgebieten Zivilrecht, Arbeitsrecht oder Handelsrecht vor.

### Zivilrecht
Ein Verkäufer ist beim Kaufvertrag gemäß § 439 Abs. 2 BGB nach der Rechtsprechung des Bundesgerichtshofs (BGH) verpflichtet, einem Käufer durch Zahlung eines von diesem verlangten Kostenvorschusses den Transport der (vermeintlich) mangelbehafteten Kaufsache zum Ort der Nacherfüllung zu ermöglichen. Macht der Mieter Aufwendungen für eine Erhaltungsmaßnahme, so kann er vom Vermieter gemäß § 555a Abs. 3 BGB einen Vorschuss verlangen. Das gilt auch für den Pächter bei der Pacht (§ 588 Abs. 2 BGB), für den Auftraggeber beim Auftrag (§ 669 BGB) oder den Betreuer bei der Betreuung (§ 1835 BGB). Der Betreuer kann die ihm gemäß § 1835a BGB zustehende Aufwandsentschädigung auch als Vorschuss verlangen. Der Besteller kann vom Unternehmer beim Werkvertrag für die zur Beseitigung eines Mangels erforderlichen Aufwendungen Vorschuss verlangen (§ 637 Abs. 3 BGB).
Gemäß § 9 Rechtsanwaltsvergütungsgesetz (RVG) kann der Rechtsanwalt von seinem Auftraggeber für die entstandenen und die voraussichtlich entstehenden Gebühren und Auslagen einen angemessenen Vorschuss fordern. Das bedeutet, dass die Rechtsanwaltsvergütung nicht erst zum Prozessende, sondern bereits bei Teilleistungen in Höhe der entstandenen Auslagen fällig werden kann. Ansonsten wird die Vergütung fällig, wenn der Auftrag erledigt oder die Angelegenheit beendet ist (§ 8 Abs. 1 RVG).

### Arbeitsrecht
Der Lohn- oder Gehaltsvorschuss ist eine Vorauszahlung auf das vom Arbeitnehmer erst noch zu verdienende Arbeitsentgelt. Die Zahlung auf noch nicht verdientes Arbeitsentgelt stellt einen Vorschuss dar. Lohn- oder Gehaltsvorschüsse gelten daher nicht als Arbeitgeberdarlehen, wenn hierbei lediglich von den Zahlungsbedingungen des Arbeitsvertrages abgewichen wird. Reisekostenvorschüsse zahlt der Arbeitgeber für den Aufwand für Dienstreisen, deren Gesamtaufwand der Arbeitnehmer erst nach Abschluss der Reise abrechnen kann.
Eine Abschlagszahlung ist dagegen eine Teilzahlung auf die später fällige Lohn- oder Gehaltszahlung.

### Handelsrecht
Der Kaufmann kann bei Handelsgeschäften für Vorschuss, Auslagen und andere Verwendungen vom Tage der Leistung an Zinsen verlangen (§ 354 Abs. 2 HGB). Der Handelsvertreter hat gemäß § 87a Abs. 1 HGB Anspruch auf einen angemessenen Vorschuss, das gilt kraft Verweis nach § 65 HGB auch für den Handlungsgehilfen. Nach §§ 675, § 669 BGB kann der Kommissionär einen Vorschuss bekommen, er benötigt dazu jedoch die Zustimmung seines Auftraggebers (§ 393 Abs. 1 HGB). Dazu gehört auch die Pflicht des Kommittenten, den Kommissionär von Verbindlichkeiten freizustellen, die dieser in Ausführung der Kommission eingegangen ist. Leistet der Kommittent keinen Vorschuss, so kann der Kommissionär gemäß § 273 BGB die Ausführung verweigern. Der Frachtführer kann die Befolgung der Weisungen von einem Vorschuss abhängig machen (§ 418 HGB).
Beim Werkvertrag kann der Besteller vom Unternehmer für die zur Beseitigung eines Mangels erforderlichen Aufwendungen Vorschuss verlangen (Selbstvornahme; § 637 Abs. 3 BGB). Der Auftraggeber kann, wenn der Auftragnehmer seiner Verpflichtung zur Beseitigung von Mängeln innerhalb einer vom Auftraggeber gesetzten angemessenen Frist nicht nachkommt, diese auf Kosten des Auftragnehmers beseitigen lassen (Ersatzvornahme nach § 13 Nr. 5 Abs. 2 VOB/B).
Gemäß § 71a AktG sind Vorschüsse oder Darlehen der Aktiengesellschaft an Dritte zwecks Erwerbs von Aktien dieser Gesellschaft nichtig, ausgenommen sind Kreditinstitute als Kreditnehmer. Beim Bevorschussungskredit oder Negoziierungskredit (englisch packing credit) ermächtigt die akkreditiveröffnende Bank die Hausbank des Exporteurs, diesem aus dem Akkreditiv einen Vorschuss zu gewähren, bevor dieser die Warendokumente beibringt (englisch green clause).